# Hípias de Élis
Hípias de Elis (em grego clássico: Ἱππίας; Élis, 460 a.C. — 400 a.C.) foi um filósofo e matemático da antiga Grécia contemporâneo de Sócrates.

## Biografia
A maior parte das informações sobre Hípias são provenientes dos Diálogos de Platão. Nestes conta-se que tinha uma boa memória e que era dado a se gabar por ser o sofista que mais dinheiro ganhou com suas aulas. Esses filósofos, ao contrário dos pitagóricos, costumavam cobrar por seu trabalho intelectual.
Hípias viveu tanto quanto Sócrates e por Platão chegaram até os dias de hoje informações nada lisonjeiras sobre esse matemático, bem como nos Memorabilia de Xenofonte onde se encontra uma descrição de alguém cheio de si, que se considera profundo conhecedor de tudo, desde história e literatura, até artesanato e ciências.
No entanto deve-se um certo desconto a essas e outras estórias pois é sabido que Platão e Xenofonte eram totalmente contrários aos sofistas em geral. E tanto Sócrates quanto o ‘’pai dos sofistas’’ Protágoras tinham reservas com relação à matemática e as ciências.

## Trissetriz

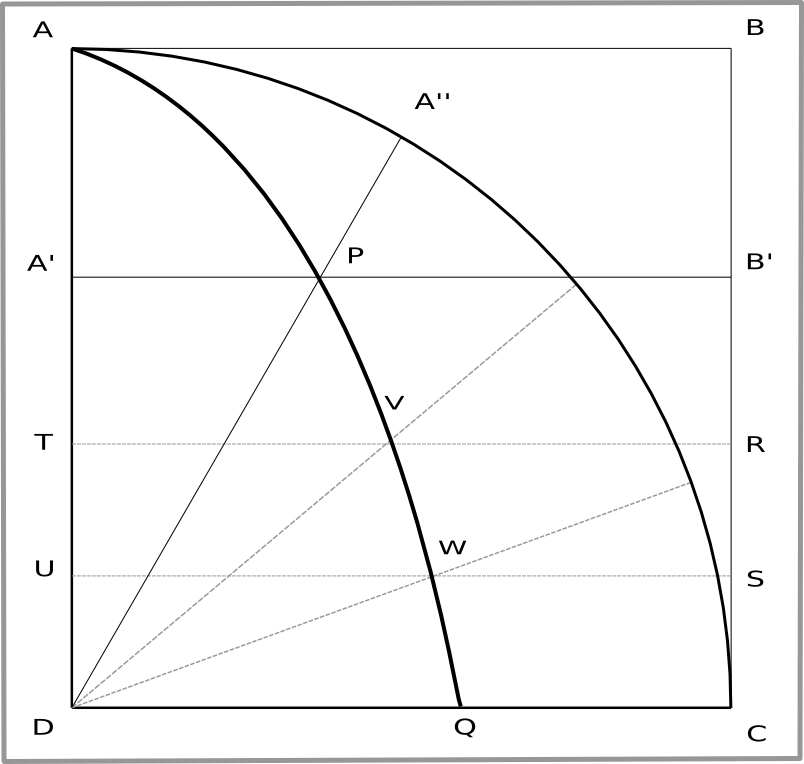
A Trissetriz de Hípias

Papo de Alexandria no livro IV da sua Sinagoga (Coleção Matemática) fala de uma das mais antigas curvas conhecidas; talvez a primeira depois da reta e da circunferência. Proclo e outros escritores da antiguidade atribuem sua descoberta a Hípias.
No quadrado ACBD (figura) seja o lado AB deslocado para baixo uniformemente a partir de sua posição inicial até coincidir com DC. Suponhamos que esse movimento leve o mesmo tempo que o lado DA leva para girar em sentido horário de sua posição presente até coincidir com DC. Se as posições dos segmentos são dadas em um instante fixado qualquer por A’B’ e DA’’, respectivamente, e se P é o ponto de interseção de A’B’ e DA’’, o lugar descrito por P durante esses movimentos será a trissetriz de Hípias – a curva APQ na figura. A curva permite a trissecção de um ângulo com facilidade: Se PDC é o ângulo a ser trissectado, dividimos em três os segmentos B’C e A’D com os pontos R, S, T e U. Se os segmentos de reta TR e US cortam a trissetriz em V e W, respectivamente as retas VD e WD dividirão o ângulo {\displaystyle P{\hat {D}}C} em três partes iguais.
A descrição dada por Papo sobre a principal propriedade desta curva torna bastante admissível que esta tenha sido inventada durante as tentativas de trissecção do ângulo. Conjectura-se que Hípias sabia que a curva poderia ser utilizada na quadratura do círculo mas que não podia prova-lo. Posteriormente a curva foi utilizada por Dinóstrato para realizar a quadratura e por isso ela também é chamada quadratiz. Note-se que o processo de construção da trissetriz envolve uma definição por via cinemática.